# Zophopetes nobilior
Zophopetes nobilior is een vlinder uit de familie van de dikkopjes (Hesperiidae). De soort is voor het eerst wetenschappelijk beschreven als Ploetzia nobilior door William Jacob Holland in een publicatie uit 1896.

## Verspreiding
De soort komt voor in Kameroen, Gabon, Congo-Kinshasa, Oeganda, Kenia en Tanzania.

## Waardplanten
De rups leeft op soorten van het geslacht Cocos (Arecaceae).